# Lebyazh'e Aūdany
Lebyazh'e Aūdany är ett distrikt i Kazakstan.   Det ligger i oblystet Pavlodar, i den nordöstra delen av landet, 500 km öster om huvudstaden Astana.